# Київський Фребелівський інститут
Київський Фребелівський інститут — вищий жіночий педагогічний заклад в Києві для підготовки виховательок дітей дошкільного віку, що діяв з 1907 року по 1920 рік при київському Фребелівському товаристві. Названий за прізвищем німецького педагога, теоретика та практика дошкільного виховання Ф. Фребеля. Розміщувався на вул. Великій Житомирській, 34, згодом — на вул. Фундуклеєвській (тепер Б. Хмельницького), 51.
Товариство трудової допомоги для інтелігентних жінок 8 квітня 1907 року надіслало клопотання до попечителя Київського навчального округу про відкриття при ньому педагогічного інституту. 16 квітня 1907 року був наданий дозвіл, а 11 вересня 1907 року видане свідоцтво про відкриття. Серед організаторів інституту не було одностайної думки про принципи його роботи. Одна частина вважала, що необхідно слухачок підготувати до працевлаштування педагогами, а інша — надати педагогічну освіту на основі передової педагогічної науки. Дворічний термін навчання не давав змоги отримати повноцінну вищу освіту.
За пропозицією педагогічної ради інституту групою професорів Університету св. Володимира, педагогів та громадських діячів м. Києва у 1908 році було створене Фребелівське товариство сприяння справі виховання. Товариством було ухвалено заснувати у Києві Фребелівський педагогічний інститут із зразковим дитячим садком та початковою школою, головною метою якого була б «підготовка досвідчених виховательок та вчительок».
22 червня 1908 року був затверджений Статут інституту, а 26 жовтня відбулося святкове його відкриття. У 1908/1909 навчальному році в інституті навчалося 69 слухачок (на І курсі — 31, на ІІ — 38 осіб). На другий курс були зараховано слухачів з інституту Київського Товариства трудової допомоги інтелігентним жінкам. У 1909/1910 навчальному році в інституті навчалося а 162 особи, а 1910/1911 — 217 (з них 30 на третьому курсі). Кількість слухачів з кожним роком поступово збільшувалася. Та у 1914/1915 навчальному році кількість слухачок в інституті зменшилась до 160 осіб, тому що постановою Київського губернського правління інституту заборонили надавати єврейкам право на проживання (більшість слухачок в інституті були юдейського віросповідання).
Через Першу світову війну у 1915 році Фребелівський інститут було евакуйовано до м. Саратова, де вже 2 листопада 1915 року він відновив свою навчальну діяльність у приміщенні Саратовського І-го Реального училища.
У 1917 році новий Статут інституту змінив назву на «Київський педагогічний інститут при Фребелівському товаристві». Цей статут передбачав поглиблене вивчення навчальних програм.
Для забезпечення навчального процесу та наукових досліджень при інституті були засновані різноманітні лабораторії та виховні заклади. Так ще у 1907 році була створена педагогічна амбулаторія. Протягом 1908—1910 років було відкрито дитячий притулок, народний дитячий садок, початкову змішану школу, платні дитячий садок і змішану школу, безкоштовну школу для дівчаток православного віросповідання (із пансіоном), створено лабораторію експериментальної психології.
Згодом була організована бібліотека для слухачок інституту, заснований педагогічний музей. У зв'язку із початком військових дій у 1914 році був влаштований осередок для дітей військових, який був розрахований на три вікові групи: від 2 до 6 років; від 6 до 9 років та від 10 до 14 років.
1916—1920 роках — у структурі Фребелівського педінституту функціонують народні школи, вище початкове училище, український дитячий садок. Комплекс навчально-наукових установ при Фребелівському інституті розширюється у зв'язку із відкриттям нових відділень (українське, позашкільне). Серед нових навчально-допоміжних закладів — педагогічна лабораторія та амбулаторія педагогічної патології, зала ручної праці, бібліотеки (педагогічна, загальна, дитяча), вечірня школа для дорослих, клуб для підлітків. Відбувається приєднання до інституту педагогічного музею (згодом перейменованого на дитячий музей «Праці та творчості»).
У 1920 році була проведена реорганізація вищої освіти, тож Київський педагогічний інститут при Фребелівському товаристві (дошкільний та позашкільний відділи) було приєднано до дошкільного факультету Інституту народної освіти.